# Seis días de Detroit
Los Seis días de Detroit fua una carrera de ciclismo en pista, de la modalidad de seis días, que se corrió en Detroit (Estados Unidos). Su primera edición data de 1927 y duró hasta 1973, con sólo ocho ediciones.

## Palmarés
| Año       | Ganadores                        | Segundos                         | Terceros                          |
| --------- | -------------------------------- | -------------------------------- | --------------------------------- |
| 1927      | Anthony Beckman Gérard Debaets   | Georges Faudet Gabriel Marcillac | August Vermeerbergen Théo Wynsdau |
| 1928      | Jimmy Walthour Franz Duelberg    | Paul Broccardo Alfred Letourneur | Armand Blanchonnet Jean Cugnot    |
| 1929-1932 | ediciones no realizadas          |                                  |                                   |
| 1933      | Stanley Jackson William Peden    | Francis Elliott Jimmy Walthour   | Archie Bollaert Freddy Zach       |
| 1934 (1)  | Frank Bartell William Peden      | Robert Keating Jimmy Walthour    | Gus Rys Gustave Logghe            |
| 1934 (2)  | Gérard Debaets Alfred Letourneur | Avanti Martinetti Tino Reboli    | Robert Thomas George Dempsey      |
| 1935      | Robert Vermeersch Cecil Yates    | Harold Nauwens Jack Sheehan      | Geary May George Parker           |
| 1936      | Fred Ottevaire Freddy Zach       | Archie Bollaert Bob Walthour     | Paul Croley Felix Lafenêtre       |
| 1937-7192 | ediciones no realizadas          |                                  |                                   |
| 1973      | Willy Debosscher Eddy Demedts    | Jack Simes John Vandevelde       | Albert Fritz Tim Mountford        |